# فضاء الرأس
فضاء الرأس (بالإنجليزية: Head-Space)‏ هي رواية مصورة كتبها توم فاولر (في أول ظهور له في الكتابة) ورسمها سي جيه كانون، وتم إصدارها في ثلاثة أجزاء طوال عام 2016 بواسطة أوني برس باعتبارها المجلد الثالث من سلسلة ريك ومورتي المصورة، استنادًا إلى المسلسل التلفزيوني والامتياز الذي يحمل نفس الاسم من تأليف جستن رويلاند ودان هارمون. القصة الوحيدة المكونة من عدة أجزاء في السلسلة والتي كتبها فاولر، بعد رحيل زاك جورمان، وقبل تقديم كايل ستاركس، مقتبسة بشكل فضفاض من رواية كثيب لفرانك هربرت، الجزء الأول صدر في 30 مارس 2016، والجزء الثاني في 27 أبريل 2016، والجزء الثالث في 25 مايو 2016، مع المجلد المجمع بما في ذلك اللقطات الفردية لاعب جاهز مورتي ولعبة كبيرة (السعي النبيل إلى اللعب النزيه)، كتبتها باميلا ريبون على التوالي، ورسمها مارك إيلربي، وأصدرت في 24 فبراير 2016؛ وكتبها ورسمها فاولر، وأصدرت في 29 يونيو 2016.